# Dorcadion stephaniae
Dorcadion stephaniae là một loài bọ cánh cứng trong họ Cerambycidae.